# منصور بن ابی عامر

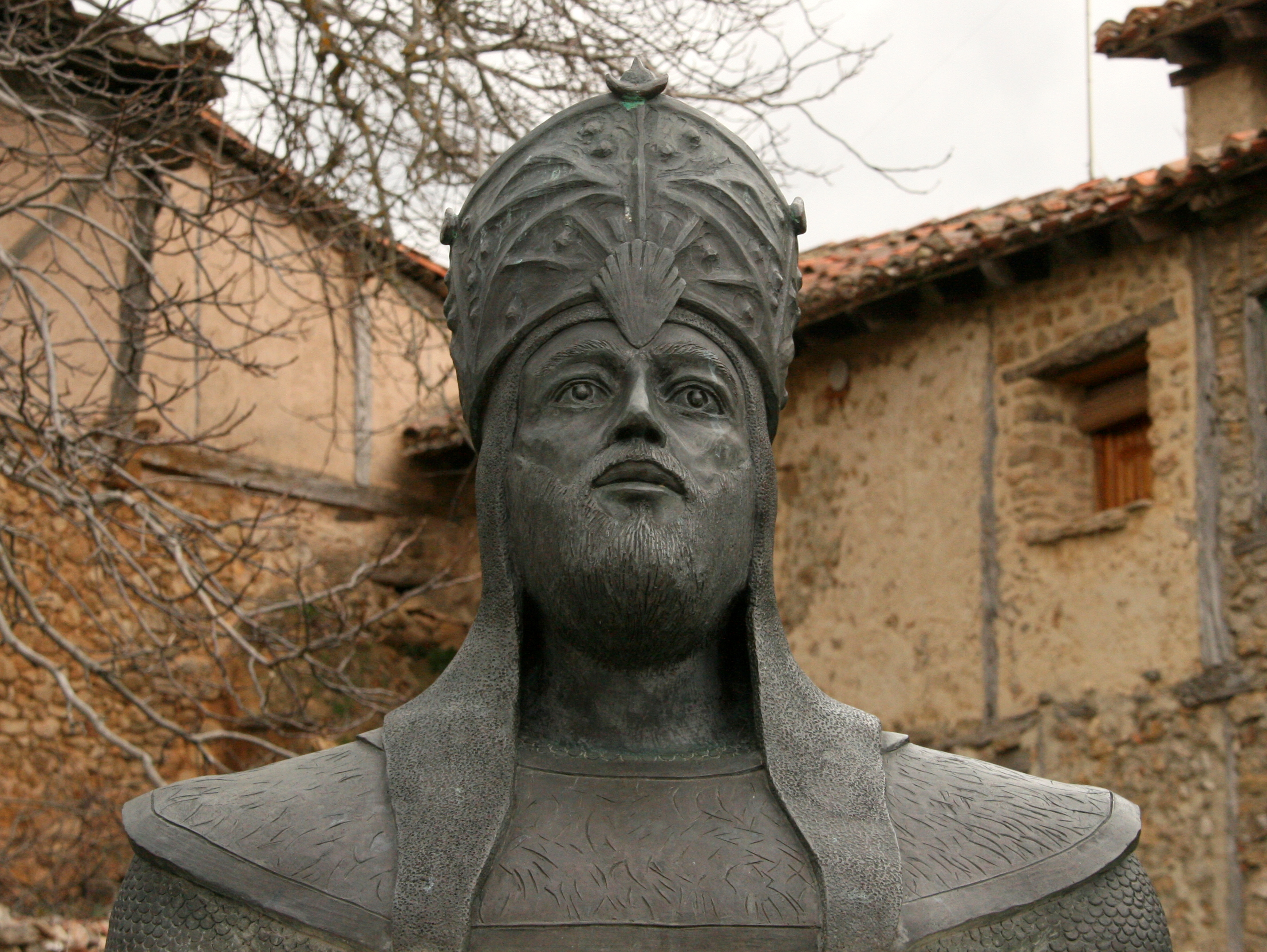
پیکره‌ای از المنصور در کالاتانیاسر، اسپانیا.

ابوعامر محمد بن عبدالله بن ابی‌عامر (عربی: أبو عامر محمد بن عبد الله بن أبي عامر الحاجب المنصور) (درحدود ۹۳۸ – ۸ اوت ۱۰۰۲) سیاستمدار و فرمانده دوران امویان بود. او به‌مدت ۲۴ سال (۹۷۸ تا ۱۰۰۲) فرمانروای د فاکتو مسلمان در شبه‌جزیره ایبری (اندلس (اسلامی)) بود که تحت نام خلافت اموی قرطبه (عربی: خلافة قرطبة، آوانگاری: Khilāfat Qurṭuba) حکومت داشت. او بعدها لقب خود را به شاه تغییر داد و با نام «ملک منصور» شناخته شد.
جانشین او،  پسرش عبدالملک المظفر بوده است.